# Henri Evenepoel
Henri Evenepoel (Nice, 3 oktober 1872 – Parijs, 27 december 1899)  was een Belgisch schilder.
Hij was zoon van Charles Edmond Armand (Sint-Jans-Molenbeek 1846 – Ukkel 1931), ambtenaar maar vooral bekend als amateurpianist en muziekcriticus in La Flandre Libérale en Guide Musical (1889-1914), en Anna Peppe, die in 1874 overleed. Henri was toen twee jaar oud.
Het belangrijkste deel van zijn werk wordt tot het fauvisme gerekend. Hij studeerde een jaar te Brussel, bij Ernest Blanc-Garin en bij Adolphe Crespin aan de Koninklijke Academie voor Schone Kunsten van Brussel.

## Opleiding en debuut
Van 1889 tot 1890 volgde Evenepoel lessen aan de Academie voor Schone Kunsten in Brussel. Vanaf 1892 ging hij naar de Ecole des Beaux-Arts in Parijs. Hij debuteerde op het Parijse Salon van 1894 met een portret van zijn nicht Louise De Mey-van Mattemburgh, genaamd Madame D.

## Evenepoel in Parijs
Hij bleef in Parijs werken, in het atelier van Gustave Moreau die hem in contact bracht met Henri Matisse en Georges Rouault. Evenepoel woonde in het huisgezin van zijn nicht Louise. Ze hadden samen een kind, Charles, wat ze verborgen hielden voor Louises echtgenoot. Hij schilderde Charles vaak maar ook de andere kinderen Henriëtte en Sophie, misschien om geen argwaan te wekken.
De onderwerpen van zijn schilderijen waren vaak zijn familie en vrienden. Zijn enige naakt is het schilderij Eva dat bewaard wordt in het Koninklijk Museum voor Schone Kunsten te Brussel.

## Reis naar Blida (Algerije)
Als Henri Evenepoel begin november 1897 in Algiers aankomst, is dat geen eigen keuze: hij is er door zijn familie heen gestuurd om er te overwinteren vanwege zijn tbc. Wellicht wil vader Evenepoel ook afstand brengen tussen Henri en Louise.
Op een foto, kort na de aankomst in zijn hotel in Algiers, zien we Evenepoels reflectie ten voeten uit in een spiegelkast, donker pak, bolhoed op het hoofd. Zijn Pocket Kodak-camera  is zeer belangrijk voor hem; hij maakt er zowat 400 foto's mee in Algerije. Als kunstenaar stoot Evenepoel in het gekoloniseerde land op culturele hindernissen: de bewoners willen niet poseren. Evenepoel moet zijn indrukken vastleggen in snelle schetsen en in vele foto's.
Na de winter van 1898-1899 keerde hij terug naar Parijs en schilderde er impressionistische straattaferelen en interieurs.

## De Spanjaard in Parijs
Twee maanden voor zijn dood kocht het Museum voor Schone Kunsten te Gent zijn schilderij De Spanjaard in Parijs aan. Evenepoel vereeuwigde daarop de Spaanse schilder en vriend Francisco Iturrino. Het was het eindresultaat van vijf jaar studie. De voorkeur voor okergeel en roodbruin deed de schilder op tijdens een reis in Algerije. Het werk werd tentoongesteld op het 'Gentse salon' van 1899, waar schrijver Emile Verhaeren het prees als een bijna volmaakt meesterwerk. Kort daarna werd het doek aangekocht door het Museum voor Schone Kunsten van Gent. "Ik heb zopas mijn Iturrino voor 1000 frank aan het Museum van Gent verkocht", schreef hij aan zijn vader: "Ik had eigenlijk 1500 frank gevraagd maar ik trek het me niet aan; ik ben zeer opgetogen over deze aankoop door een museum, ik kan bijna net zo goed sterven". 
Evenepoel stierf op 27-jarige leeftijd  in Parijs aan vlektyfus.

## Galerij

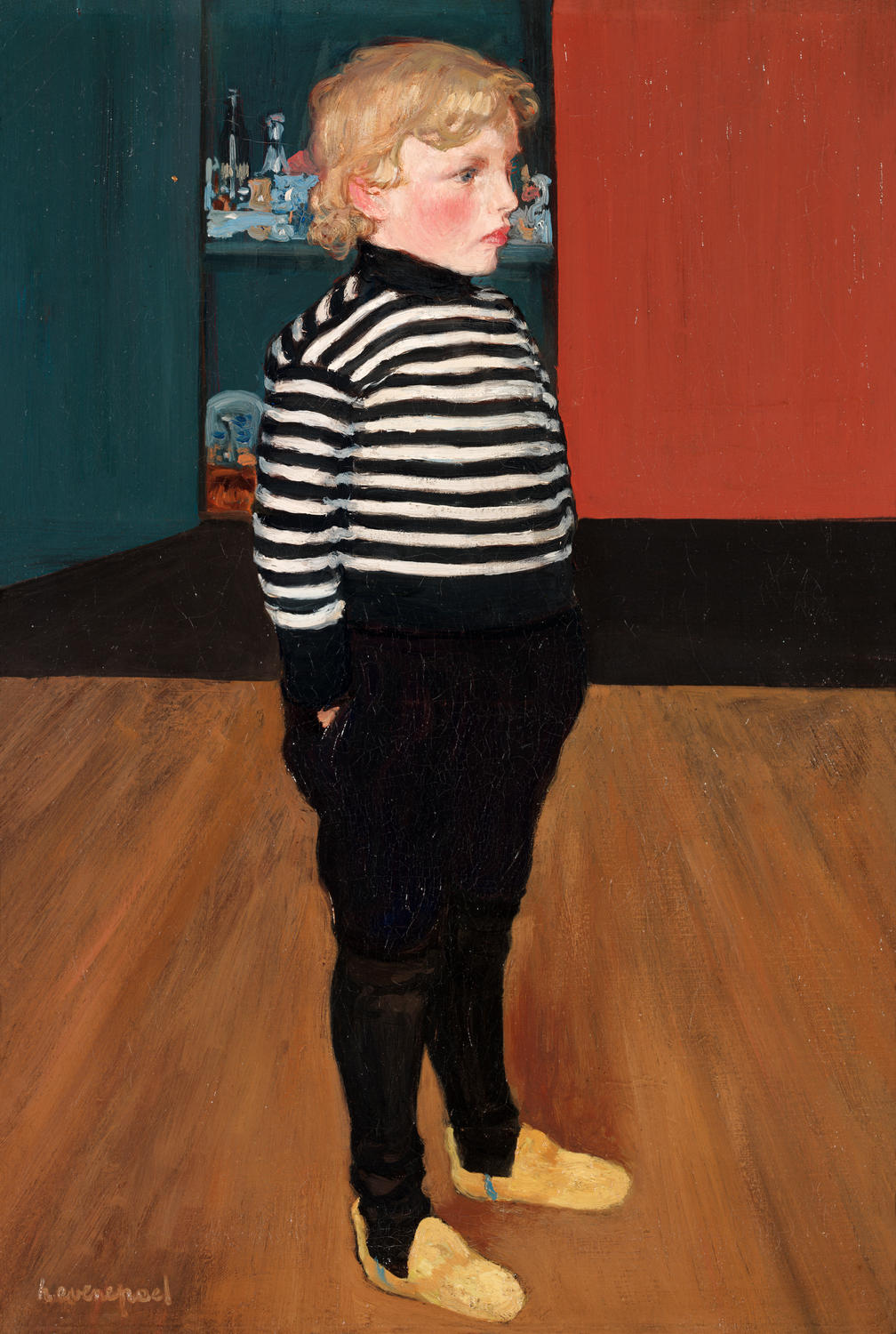
Charles met streepjestrui (1898)
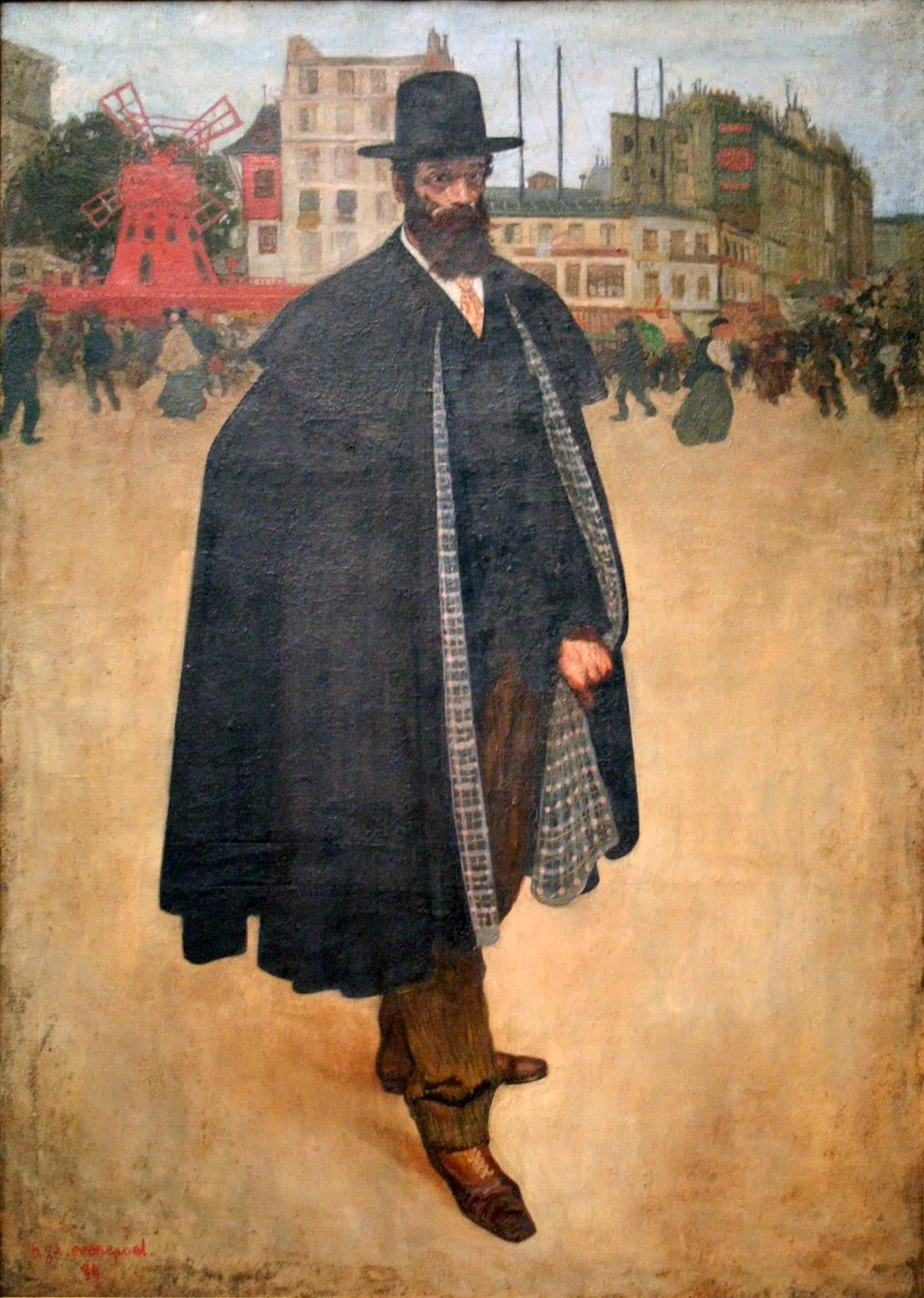
De Spanjaard in Parijs in het MSK Gent
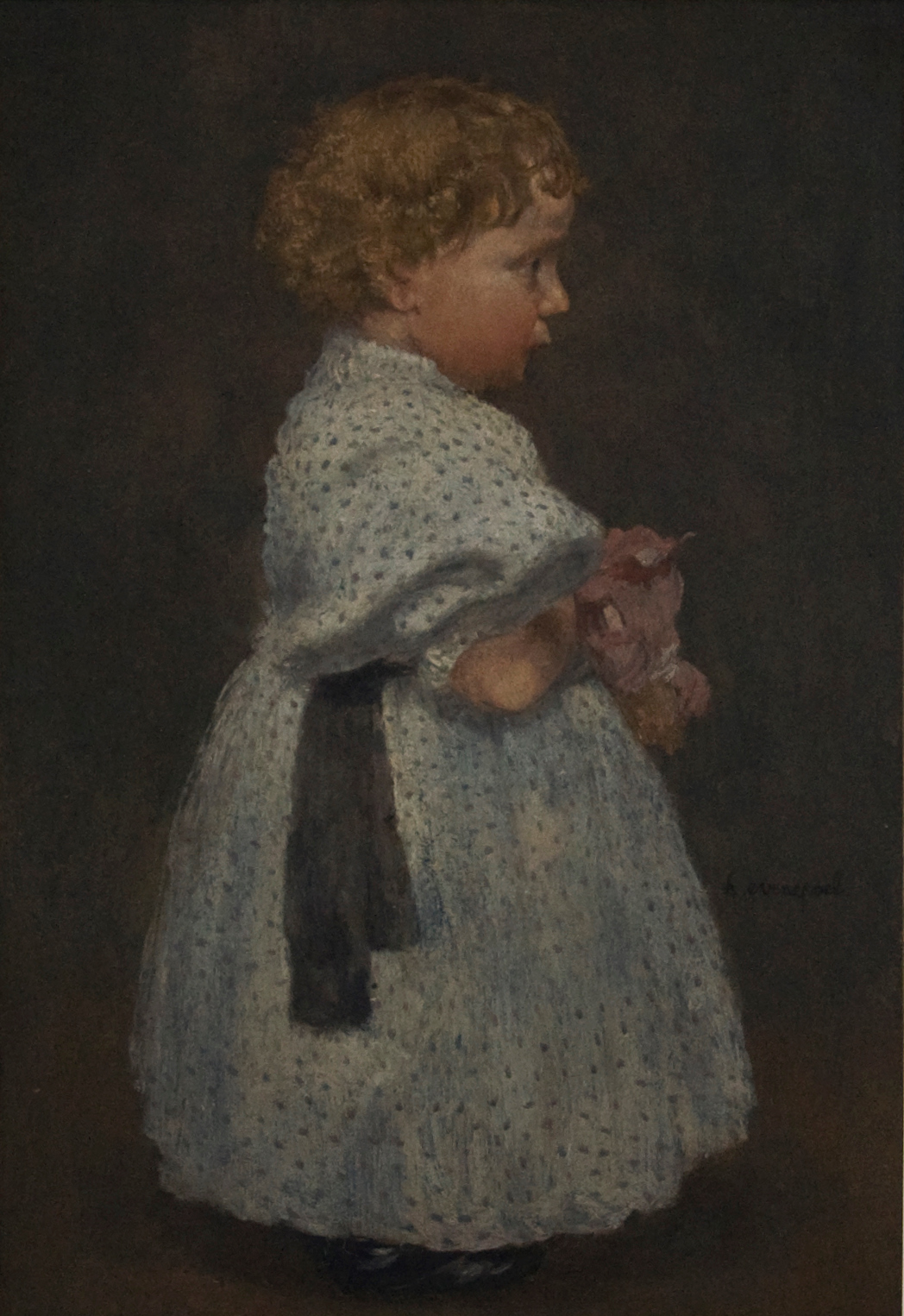
De dochter van Henri Matisse in het Museum Dhondt-Dhaenens
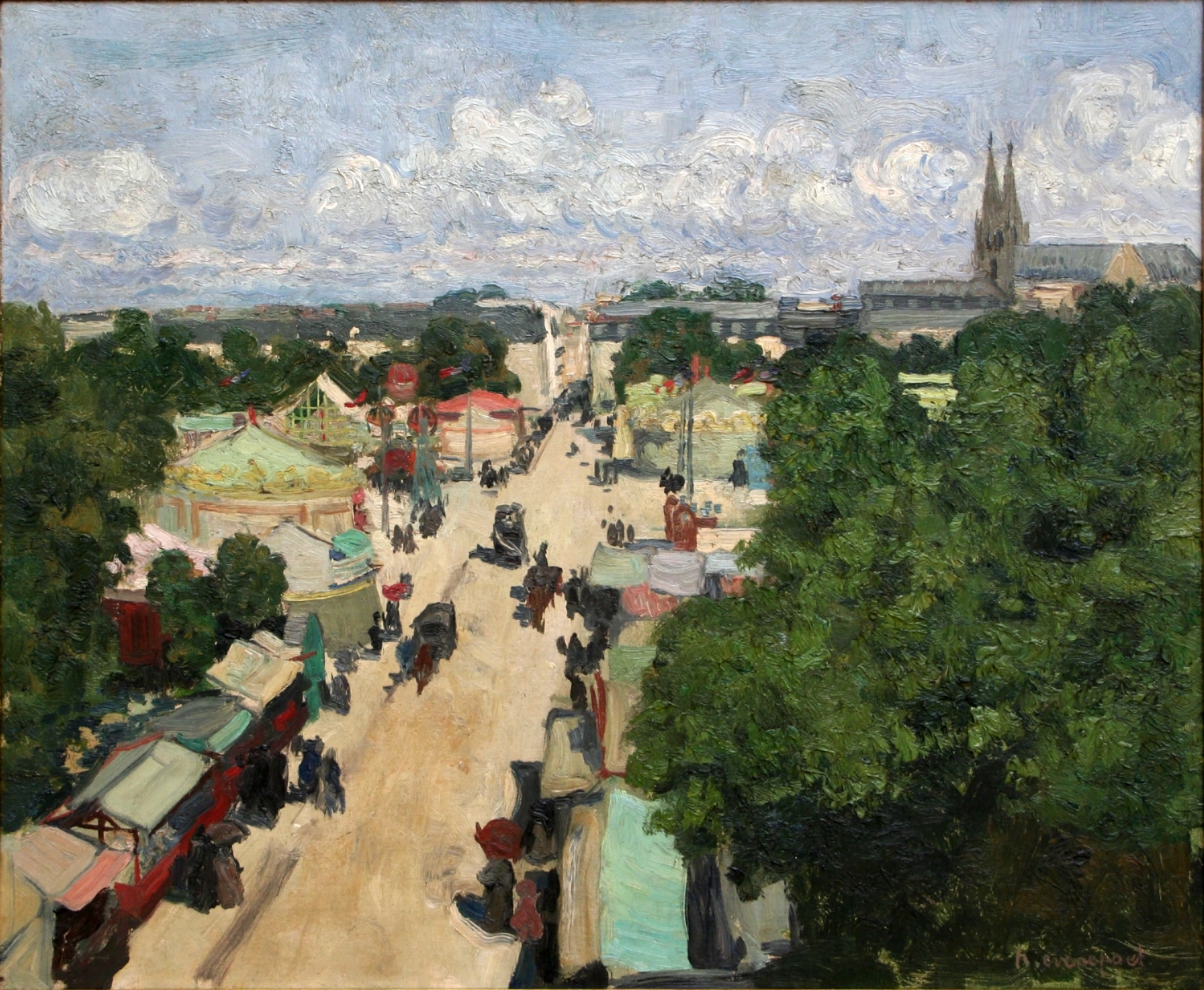
Kermis op Les Invalides in La Boverie
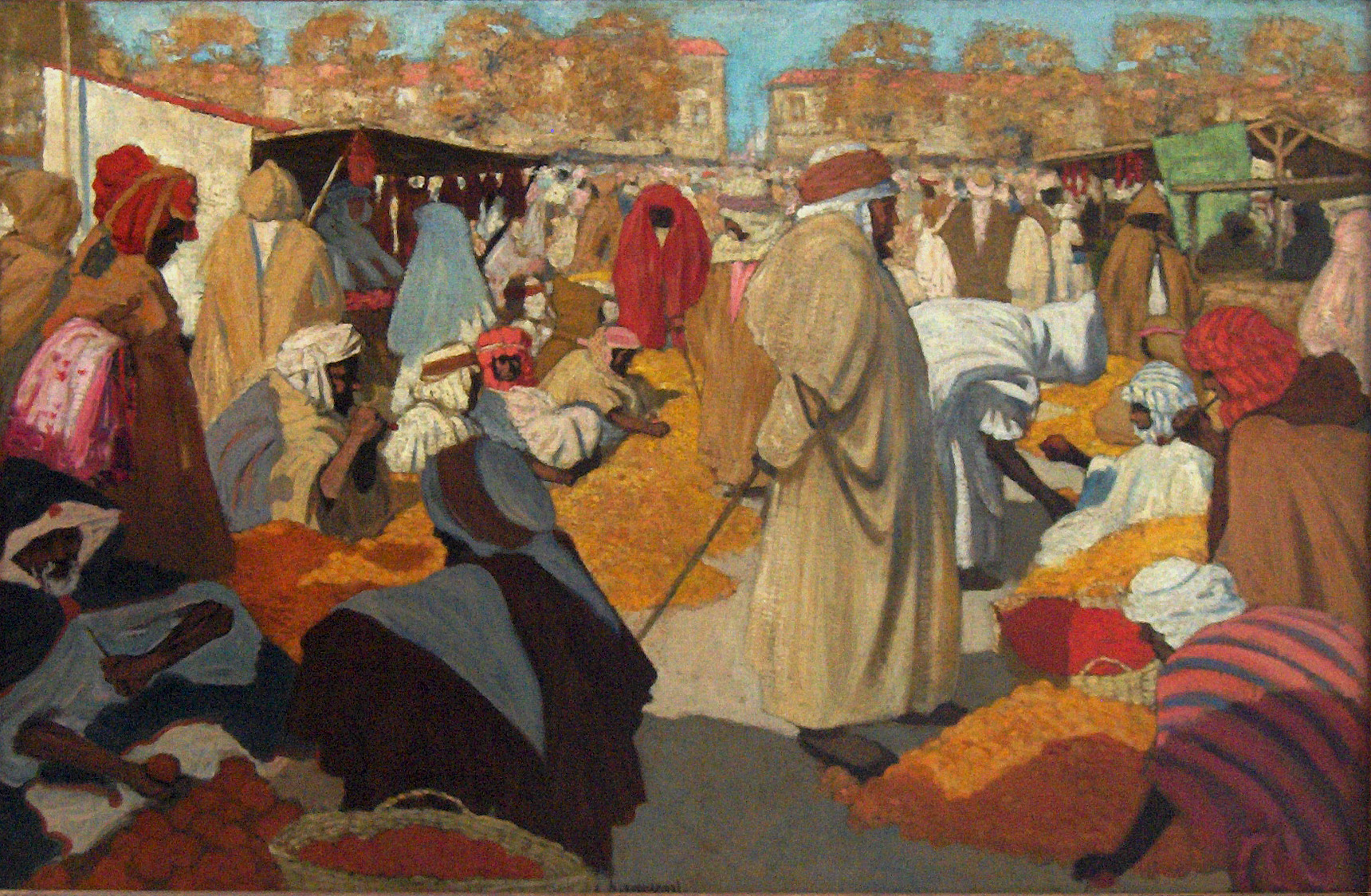
De sinaasappelmarkt te Blida (1898), olieverf op doek , 81x125 cm, Fin-de-Siècle Museum, Koninklijke Musea voor Schone Kunsten van België, Brussel